# LOLCODE
LOLCODE est un langage de programmation exotique inspiré de l'argot Internet et du Lolcat retrouvable sur les chats et forums anglophones. Les spécifications sont définies sur le site officiel. Son objectif est d'être à la fois un langage simple et amusant à lire et à écrire.

## Exemples

### Hello world
```
  HAI
  CAN HAS STDIO?
  BTW affiche "Hello world!" à l'écran
  VISIBLE "Hello world!"
  KTHXBYE 
```

Dans tous les programmes, HAI (« Hi ») introduit le programme et KTHXBYE (« Ok, thanks, bye ») le finit. BTW (« By the way ») dénote un commentaire, ce qui fait ignorer le reste de la ligne. CAN HAS est une inclusion de fichier (bibliothèques), qui est actuellement ignoré. VISIBLE affiche du texte à l'écran. INVISIBLE envoie le texte dans la sortie d'erreur (pour déboguer).

### Variables et conditions
```
  HAI
  CAN HAS STDIO?
  I HAS A VAR
  IM IN YR LOOP
     UP VAR!!1
     VISIBLE VAR
     IZ VAR BIGGER THAN 10? KTHX
  IM OUTTA YR LOOP
  KTHXBYE
```

I HAS A déclare une variable non typée (ici nommée VAR). IM IN YR commence une boucle, les sorties se font via KTHX (équivalent du break). UP incrémente une variable (de 1 par défaut). IZ est l'équivalent du if, et BIGGER THAN équivalent du symbole supérieur à (« > »).